# Nowy Staw (Staw Noakowski)
Nowy Staw – część wsi Staw Noakowski w Polsce położona w województwie lubelskim, w powiecie zamojskim, w gminie Nielisz.
W latach 1975–1998 Nowy Staw należał administracyjnie do województwa zamojskiego.
Wierni Kościoła rzymskokatolickiego należą do parafii św. Jana Chrzciciela w Stawie Noakowskim.